# 하지 마도카
하지 마도카(일본어: 櫨 まどか, 1988년 7월 8일 ~ )는 일본의 여자 축구 선수이다.

## 국가대표팀 경력
그녀는 2017년 7월 30일 오스트레일리아과의 경기에서 일본 국가대표팀에 데뷔했다. 2017년 EAFF E-1 풋볼 챔피언십에도 출전했다. 그녀는 2018년까지 국제 A매치 통산 7경기에 출전했다.

## 통계
| 일본 | 일본 | 일본 |
| 연도 | 출전 | 득점 |
| ---- | ---- | ---- |
| 2017 | 6    | 0    |
| 2018 | 1    | 0    |
| 통산 | 7    | 0    |